# Zborowscy herbu Jastrzębiec

Herb Jastrzębiec

Zborowscy herbu Jastrzębiec – polska rodzina szlachecka, znana od czasów Marcina Zborowskiego, podczaszego królewskiego.
Marcin był ojcem ośmiu synów, w tym: Marcina, Piotra, Jana, Andrzeja, Krzysztofa i Samuela. Główna gałąź rodu wymarła na Aleksandrze, synu Samuela w 1621.
Inna linia Zborowskich wygasła w roku 1728. Istniały także gałęzie rodu w Austrii i Rosji. Rosyjscy Zborowscy wpisani byli do ksiąg rodowych guberni kowieńskiej, mińskiej i podolskiej.
Ród Zborowskich zasłynął podczas walki Zygmunta III Wazy z Maksymilianem III Habsburgiem o tron polski w czasie elekcji z 1587 roku, gdy zbrojnie popierał kandydaturę Habsburga.
Za potomkinię Zborowskich podawała się Agnieszka Machówna, oszustka i bigamistka, ścięta po procesie sądowym w 1681 roku.

## Literatura
- Lucjan Siemieński, Pamiętniki o Samuelu Zborowskim, Poznań 1844
- Żegota Pauli, Pamiątki do życia i sprawy Samuela i Krzysztofa Zborowskich, Lwów 1846
- Александр Семенович Трачевский, Польское бескоролевье по смерти Сигизмунда-Августа, Moskwa 1869